# Tangara heinei
Tangara heinei là một loài chim trong họ Thraupidae.